# Ludovico de Susio

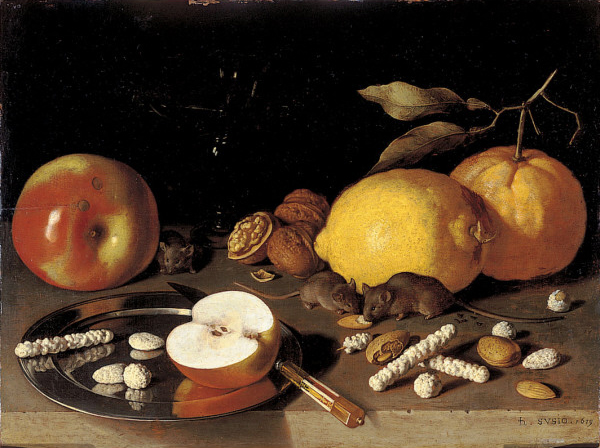
Lodewik Susi, Natura morta con ratto, 1619 Saint Louis Art Museum (Saint Louis, Missouri)

Ludovico de Susio (Fiandre, 1595 – 1640?) è stato un pittore fiammingo.

## Biografia
Di Ludovico de Susio, nome italianizzato dal fiammingo Lodewik Susi, si hanno scarse notizie biografiche. Risulta attivo fra il 1616 e il 1620. Da Anversa si trasferì in Italia nel 1616, per un lungo soggiorno di studio e per trovare commesse. Si fermò prima a Roma e poi, nel 1620, a  Torino.
Il dipinto conservato al Saint Louis Art Museum risulta l'unico firmato da Ludovico de Susio. Nel catalogo della Fondazione Zeri, (donato all'Università di Bologna), esiste la foto di un altro suo dipinto: una Natura morta, olio su tela, databile 1619..